# Shō Sen'i
Shō Sen'i (尚 宣威, Shō Sen'i, 1430 - 1477; r. 1477 (seulement six mois)) est un souverain du royaume de Ryūkyū, deuxième de la lignée de la seconde dynastie Shō. Il ne gouverne que six mois après la mort de son frère ainé Shō En, puis est contraint d'abdiquer en faveur de son neveu, Shō Shin. 
Shō Sen'i est nommé prince de Goeku (越来王子) après son abdication, et reçoit le magiri de Goeku (à présent partie de la ville d'Okinawa) pour domaine. Mais il meurt la même année. Il est possible qu'il ait été assassiné par l'impératrice douairière Ukiyaka (宇喜也嘉).

## Source de la traduction
- (en) Cet article est partiellement ou en totalité issu de l’article de Wikipédia en anglais intitulé « Shō Sen'i » (voir la liste des auteurs).